# Pepek námořník (film, 1980)
Pepek námořník (v anglickém originále Popeye) je americký dobrodružný film z roku 1980. Režisérem filmu je Robert Altman. Hlavní role ve filmu ztvárnili Robin Williams, Shelley Duvallová, Ray Walston, Paul Dooley a Paul L. Smith.

## Obsazení
| Robin Williams    | Pepek námořník      |
| Shelley Duvallová | Olive               |
| Ray Walston       | Poopdack Pappy      |
| Paul Dooley       | J. Wellington Wimpy |
| Paul L. Smith     | Bluto               |
| Richard Libertini | George W. Geezil    |
| Donald Moffat     | Taxman              |
| MacIntyre Dixon   | Cole Oyl            |
| Linda Hunt        | paní Oxheart        |